# Oberea angolana
Oberea angolana là một loài bọ cánh cứng trong họ Cerambycidae.